# Kerryn Pethybridge-Rim
Kerryn Michelle Pethybridge-Rim, geb. Rim, (* 7. September 1962 in Myrtleford) ist eine ehemalige australische Biathletin, die in der zweiten Hälfte der 1980er Jahre zur Weltspitze gehörte.

## Karriere
Rim begann 1983 mit dem Biathlonsport und gab schnell ihr Debüt im Biathlon-Weltcup. Mitte des Jahrzehnts gehörte sie zu den erfolgreichsten Biathletinnen. Bestes Ergebnis im Gesamtweltcup war Rang sechs in der Saison 1985/86. Bei den ersten Biathlon-Weltmeisterschaften 1984 in Chamonix wurde sie 31. des Einzels und 28. des Sprints, 1986 kamen in Falun die Ränge 31 im Einzel und zehn im Sprint hinzu. Bei der WM in Lahti ein Jahr später belegte Pethybridge-Rim Platz 25 im Einzel und 15 im Sprint. Ihre beste WM lief die Australierin 1989 in Feistritz an der Drau, wo sie Zehnte des Sprints und 13. des Einzels wurde. 1990 wurde sie 34. des Einzels, 1991 in Lahti 26. des Sprints. Seit der Einführung von Biathlon-Wettkämpfen bei Olympischen Winterspielen in Albertville 1992 nahm die Australierin an drei Spielen teil. 1992 wurde sie 39. im Sprint und 32. des Einzels, 1994 erreichte sie mit Platz 21 im Sprint und dem achten Rang im Einzel von Lillehammer ihre besten Olympia-Resultate, wobei Platz 8 auch gleichzeitig das beste Einzelergebnis einer australischen Biathletin überhaupt ist. 1998 kamen in Nagano nochmals Resultate im Bereich der 40er-Ränge hinzu. Nach den Spielen beendete die Australierin ihre Karriere.

## Persönliches
Kerryn Pethybridge-Rim lebt und trainierte in Melbourne. Sie arbeitet als Krankenschwester, ist verheiratet und Mutter eines Kindes.

## Statistiken

### Weltcupplatzierungen
Die Tabelle zeigt alle Platzierungen (je nach Austragungsjahr einschließlich Olympische Spiele und Weltmeisterschaften).
- 1.–3. Platz: Anzahl der Podiumsplatzierungen
- Top 10: Anzahl der Platzierungen unter den ersten zehn (einschließlich Podium)
- Punkteränge: Anzahl der Platzierungen innerhalb der Punkteränge (einschließlich Podium und Top 10)
- Starts: Anzahl gelaufener Rennen in der jeweiligen Disziplin

| Platzierung                                  | Einzel | Sprint | Verfolgung | Massenstart | Team | Staffel | Gesamt |
| -------------------------------------------- | ------ | ------ | ---------- | ----------- | ---- | ------- | ------ |
| 1. Platz                                     |        |        |            |             |      |         |        |
| 2. Platz                                     |        |        |            |             |      |         |        |
| 3. Platz                                     |        |        |            |             |      |         |        |
| Top 10                                       |        |        |            |             |      |         |        |
| Punkteränge                                  | 3      | 5      |            |             |      |         | 8      |
| Starts                                       | 18     | 19     |            |             |      |         | 37     |
| Stand: Karriereende, Daten nicht vollständig |        |        |            |             |      |         |        |

### Olympische Winterspiele
Ergebnisse bei Olympischen Winterspielen:
|                                             | Einzelwettbewerbe | Einzelwettbewerbe | Einzelwettbewerbe | Einzelwettbewerbe | Staffelwettbewerbe | Staffelwettbewerbe |
| Einzel                                      | Sprint            | Verfolgung        | Massenstart       | Damenstaffel      | Mixedstaffel       |                    |
| ------------------------------------------- | ----------------- | ----------------- | ----------------- | ----------------- | ------------------ | ------------------ |
| Olympische Winterspiele 1992 \| Albertville | 32.               | 39.               | –                 | –                 | –                  | –                  |
| Olympische Winterspiele 1994 \| Lillehammer | 8.                | 21.               | –                 | –                 | –                  | –                  |
| Olympische Winterspiele 1998 \| Nagano      | 43.               | 47.               | –                 | –                 | –                  | –                  |

### Biathlon-Weltmeisterschaften
Ergebnisse bei den Weltmeisterschaften:
| Weltmeisterschaften | Weltmeisterschaften | Einzelwettbewerbe | Einzelwettbewerbe | Einzelwettbewerbe | Einzelwettbewerbe | Staffelwettbewerbe | Staffelwettbewerbe |
| Jahr                | Ort                 | Einzel            | Sprint            | Verfolgung        | Massenstart       | Damenstaffel       | Mixedstaffel       |
| ------------------- | ------------------- | ----------------- | ----------------- | ----------------- | ----------------- | ------------------ | ------------------ |
| 1984                | Chamonix            | 31.               | 28.               | –                 | –                 | –                  | –                  |
| 1986                | Falun               | 31.               | 10.               | –                 | –                 | –                  | –                  |
| 1987                | Lahti               | 25.               | 15.               | –                 | –                 | –                  | –                  |
| 1989                | Feistritz           | 13.               | 10.               | –                 | –                 | –                  | –                  |
| 1990                | Oslo/ Kontiolahti   | 34.               | –                 | –                 | –                 | –                  | –                  |
| 1991                | Lahti               | –                 | 26.               | –                 | –                 | –                  | –                  |
| 1996                | Ruhpolding          | 36.               | 36.               | –                 | –                 | –                  | –                  |